# A Klase 1955
L'edizione 1955 del A Klase fu l'undicesima come campionato della Repubblica Socialista Sovietica Lituana; il campionato fu vinto dal Lima Kaunas, giunto al suo 1º titolo.

## Formula
A causa delle defezioni di KN Vilnius e Dinamo Vilnius, fu confermata la formula della precedente edizione, ma fu ridotto a 11 il numero delle squadre: a sostituire queste due squadre, infatti, fu il solo MSK Panevėžys.
Le 11 formazioni si incontrarono in gironi di andata e ritorno, per un totale di 20 incontri per squadra. La squadra classificata all'ultimo posto retrocedeva, e non le ultime due come accadeva in precedenza.

## Classifica finale
|  | Pos. | Squadra                  | Pt | G  | V  | N | P  | GF | GS | DR  |
|  | ---- | ------------------------ | -- | -- | -- | - | -- | -- | -- | --- |
|  | 1.   | Lima Kaunas              | 29 | 20 | 11 | 7 | 2  | 38 | 16 | +22 |
|  | 1.   | Raudonasis spalis Kaunas | 29 | 20 | 14 | 1 | 5  | 49 | 23 | +26 |
|  | 3.   | Elfa Vilnius             | 28 | 20 | 12 | 4 | 4  | 35 | 26 | +9  |
|  | 4.   | Inkaras Kaunas           | 24 | 20 | 9  | 6 | 5  | 39 | 31 | +8  |
|  | 5.   | KPI Kaunas               | 24 | 20 | 10 | 4 | 6  | 33 | 30 | +3  |
|  | 6.   | Spartak-2 Vilnius        | 23 | 20 | 11 | 1 | 8  | 50 | 38 | +12 |
|  | 7.   | MSK Panevėžys            | 20 | 20 | 8  | 4 | 8  | 44 | 38 | +6  |
|  | 8.   | Elnias Šiauliai          | 15 | 20 | 5  | 5 | 10 | 34 | 44 | -10 |
|  | 9.   | Trinyčiai Klaipėda       | 13 | 20 | 5  | 3 | 12 | 29 | 25 | +4  |
|  | 10.  | Gubernija Šiauliai       | 10 | 20 | 4  | 2 | 14 | 20 | 62 | -42 |
|  | 11.  | JJPF Kaunas              | 5  | 20 | 2  | 1 | 17 | 18 | 56 | -38 |

## Spareggio per il titolo
| Squadra 1   | Risultato | Squadra 2                |
| ----------- | --------- | ------------------------ |
| Lima Kaunas | 3 - 0     | Raudonasis spalis Kaunas |